# Gyrostemonaceae
Gyrostemonaceae là một họ thực vật hạt kín trong bộ Brassicales. Họ này bao gồm 5 chi, với tổng cộng khoảng từ 16 tới trên 18 loài. Tất cả đều là cây bụi hay cây gỗ, đặc hữu của khu vực ôn đới thuộc Australia (không có ở miền bắc nước này). Chúng là thực vật ưa khô hạn, có lá đơn, nhỏ, thường hẹp bản, mọc so le. Chủ yếu có hoa đơn tính khác gốc, ít thấy đơn tính cùng gốc. Hoa mẫu 4 hay 5. Các hoa nhỏ, mọc đơn độc hay thành cụm hoa dạng bông hay chùm. Thụ phấn nhờ gió. Quả là dạng quả nứt. Phát tán hạt nhờ kiến.
Hệ thống Cronquist năm 1981 đưa họ này vào trong bộ Batales.

## Các chi
- Codonocarpus
- Cypselocarpus
- Gyrostemon (bao gồm cả Cyclotheca, Didymotheca)
- Tersonia
- Walteranthus

## Hình ảnh

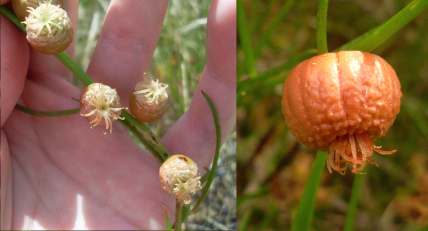
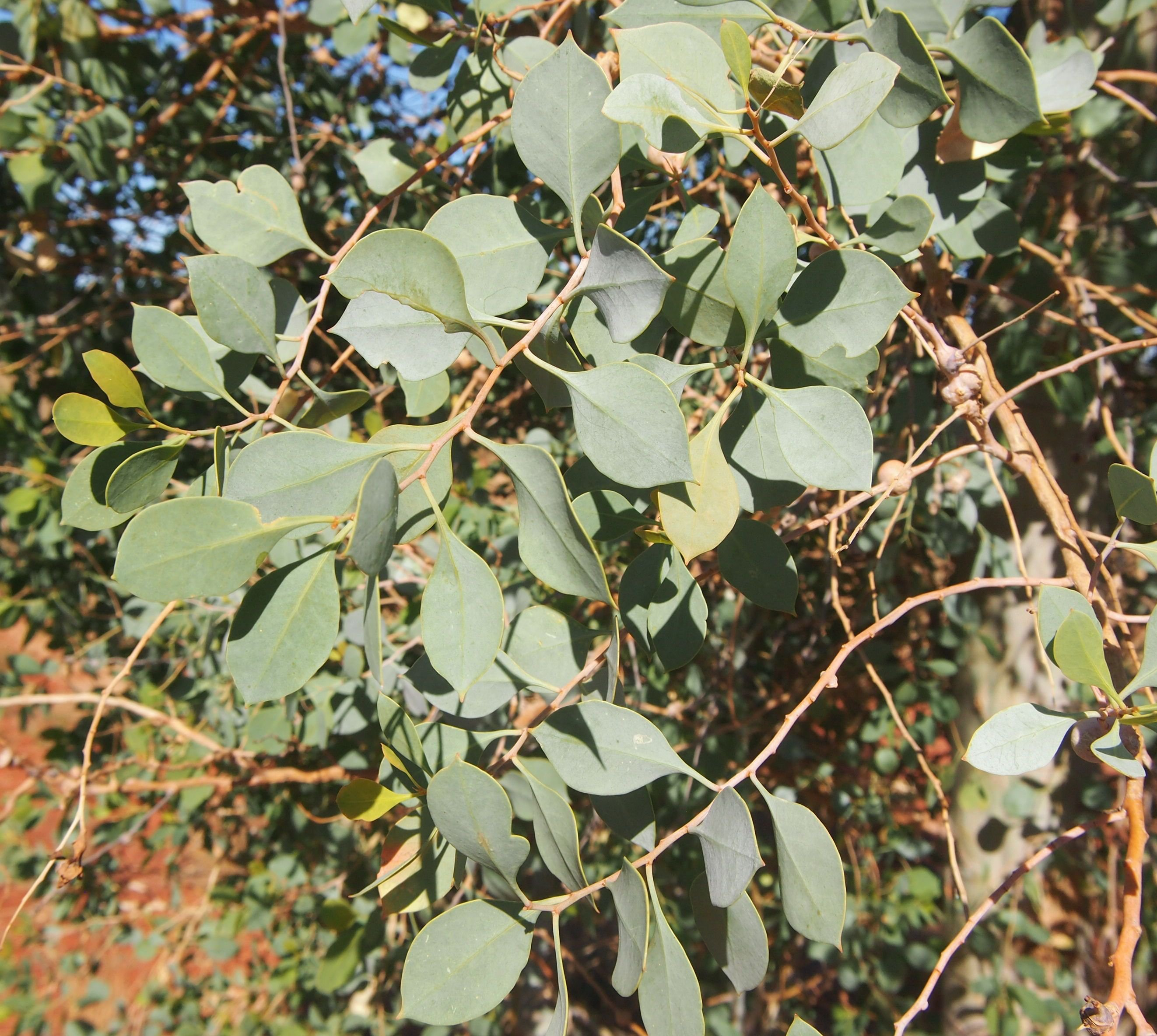
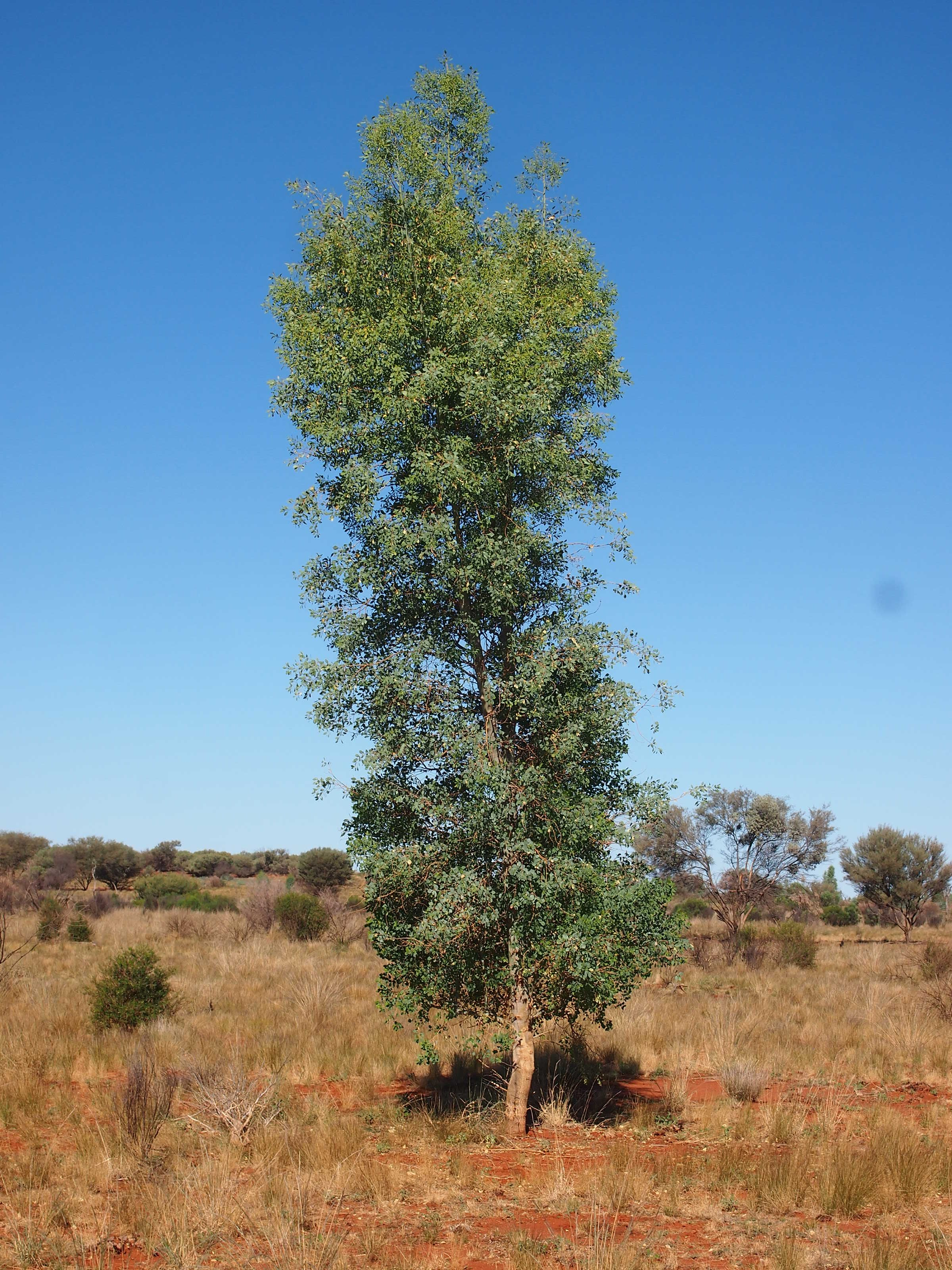